# شونا روبرتسون
شونا روبرتسون هي منتجة أفلام كندية، ولدت في 18 ديسمبر 1974 في تورونتو في كندا.

## وصلات خارجية
- شونا روبرتسون على موقع IMDb (الإنجليزية)
- شونا روبرتسون على موقع بوكس أوفيس موجو (الإنجليزية)
- شونا روبرتسون على موقع ديسكوغز (الإنجليزية)
- شونا روبرتسون على موقع قاعدة بيانات الفيلم (الإنجليزية)